# سیارک ۱۰۲۰۱
سیارک ۱۰۲۰۱ (به انگلیسی: 10201 Korado، نامگذاری:1997NL6) ده هزار و دویست و یکمین سیارک کشف شده‌است که در ۱۲ ژوئیه ۱۹۹۷ کشف شد.
قدر مطلق سیارک برابر ۱۵٫۷۰ است.